# Дева Кассель
Дева Кассель (фр. Deva Cassel; нар. 12 вересня 2004, Рим, Лаціо, Італія) — італо-французька модель і акторка. Посолка брендів Cartier і Dior.
З'являлася в численних рекламах ароматів Dolce & Gabbana, у 2021 та 2022 роках брала участь у показах жіночих колекцій Alta Moda. Дебютувала в кіно в італійській драмі 2023 року «Прекрасне літо».

## Ранні роки
Народилася 12 вересня 2004 року в Римі, Італія, але росла в Парижі та Ріо-де-Жанейро. Її батьки — відома італійська модель й акторка Моніка Белуччі та французький актор Венсан Кассель. Володіє кількома мовами та розмовляє п'ятьма мовами, перш за все французькою та італійською. Має трьох молодших суродженців: Леоні (2010 р.н.) і від інших стосунків батька — сестру Амазонію (2019 р.н.) і брата Каетано (2025 р.н.).

## Кар'єра

### Модель
2021 року дебютувала на показі Dolce & Gabbana. З'явилась на обкладинці липневого випуску 2021 року «Vogue Italia» разом зі своєю мамою Монікою Белуччі. 2020 року брала участь у парфумерній кампанії Dolce & Gabbana Shine і з'явилась на обкладинці французького «Elle».
Протягом наступних двох років брала участь у кампаніях ароматів Dolce & Gabbana, Dolce Rose та Dolce Lily, а 2022 року — б'юті-кампанії.
2023 року знялася в рекламі та б'юті-кампанії ароматів Dolce Violet.
2024 році знялася в кампанії Dior.
З'явилась на ювілейній обкладинці «Vogue Italia» у вересні 2024 року.

### Акторка
Дебютувала в інді-фільмі 2023 року «Чудове літо», знятого за однойменним. У квітні 2023 року приєдналася до акторського складу серіалу Netflix «Гепард», сценарій якого оснований на однойменному класичному романі Джузеппе Томазі ді Лампедузи. 2024 року озвучила персонажа в італійському дубляжі «Думками навиворіт 2» та приєдналася до акторського складу стрічки мексиканського режисера Алехандро Гомес Монтеверде.

## Особисте життя
З жовтня 2023 року зустрічається з італійським актором Саулем Нанні, з яким познайомилася на знімальному майданчику «Гепарда».

## Фільмографія
| Рік  |   | Українська назва    | Оригінальна назва | Роль            |
| ---- | - | ------------------- | ----------------- | --------------- |
| 2023 | ф | Прекрасне літо      | La bella estate   | Амелія          |
| 2024 | ф | Думками навиворіт 2 | Inside Out 2      | Туга            |
| 2025 | с | Гепард              | Il Gattopardo     | Анжеліка Седара |
|      | ф |                     | Bethlehem         | Мері            |